# Hai hai sannin musume
Hai hai sannin musume è un film del 1963 diretto da Kōzō Saeki con Mie Nakao, Mari Sono e Yukari Itô.
Inedito in Italia.

## Produzione
Il film è stato prodotto dalla Toho Company, che ne possiede tutti i diritti.

## Distribuzione
La pellicola è stata distribuita in Giappone il 29 gennaio 1963.